# روبرت سبنسر كار
روبرت سبنسر كار (بالإنجليزية: Robert Spencer Carr)‏ (26 مارس 1909، واشنطن العاصمة في الولايات المتحدة - 28 أبريل 1994، ديوندن في الولايات المتحدة)؛ كاتب وروائي أمريكي.

## روابط خارجية
- روبرت سبنسر كار على موقع IMDb (الإنجليزية)